# قرة أغاج (مشكين شهر)
قرة أغاج هي قرية في مقاطعة مشكين شهر، إيران. عدد سكان هذه القرية هو 586 في سنة 2006.